# Gnodstadt
Gnodstadt ist ein Stadtteil von Marktbreit im Landkreis Kitzingen (Unterfranken, Bayern) an der südlichsten Stelle des Maindreiecks und  des Mains,  zwei Kilometer vom Main entfernt. Gnodstadt ist einer von zwei Stadtteilen der Stadt Marktbreit und hat etwa 750 Einwohner.

## Geografische Lage
Das Pfarrdorf Gnodstadt liegt im äußersten Süden des Marktbreiter Gemeindegebietes am Breitbachzufluss Bräubach bzw. Steingraben. Im Norden beginnt in einiger Entfernung das Gebiet der Stadt Ochsenfurt im Landkreis Würzburg. Nordnordöstlich, getrennt durch die Bundesautobahn 7 und die Staatsstraße 2271, befindet sich Marktbreit, mit dem Gnodstadt über die Kreisstraße KT 18 verbunden ist. Der Südosten nimmt Martinsheim-Enheim ein. Im Süden beginnt mit der Gemarkung Geißlingen das Gebiet der Gemeinde Oberickelsheim im mittelfränkischen Landkreis Neustadt an der Aisch-Bad Windsheim. Im Südwesten verläuft die Bundesstraße 13 teilweise über Gnodstadter Gebiet.

## Geschichte
Urkundlich erwähnt wurde die Ortschaft das erste Mal 1130. Ein Rittergeschlecht mit dem Namen von Gnodstadt ist schon um diese Zeit belegt. Zwischen 1448 und 1806 war Gnodstadt eines der sogenannten Sechs Maindörfer, die zum Markgraftum Brandenburg-Ansbach gehörten.
In der Nähe des Dorfes, noch innerhalb der Ortsmarkung, befindet sich ein  1773 errichteter Obelisk, der auch als Mautpyramide bezeichnet wird. Im Dezember 2010 wurde er von einem Lkw-Fahrer, der Autobahnmaut sparen wollte, umgefahren, wodurch Gnodstadt auch überregional in die Schlagzeilen geriet.
Zahlreiche historische Häuserfassaden des Ortes sind aus Gnodstädter Sandstein gebaut, der am Rand des Ortes gebrochen wird.
Mit der Gemeindegebietsreform, die am 1. Mai 1978 in Kraft trat, wurde das Dorf in die etwa 4 km entfernte Stadt Marktbreit eingemeindet und wechselte somit vom Altlandkreis Ochsenfurt, der mit Ausnahme von Gnodstadt dem Landkreis Würzburg zugeschlagen wurde, in den Landkreis Kitzingen. Der Eingemeindung waren große Proteste der Bevölkerung vorausgegangen.

## Wappen
| | Blasonierung: „In Blau die silbern gekleideten Apostelfiguren Petrus (rechts) und Paulus, ersterer die Rechte erhoben, in der Linken einen Schlüssel, letzterer in der Linken ein Schwert, die Rechte mit einem Kreuz zum Segen erhoben.“ |
| Wappenbegründung: Die beiden Apostel verweisen seit dem Dreißigjährigen Krieg auf die beiden Kirchenpatrone des Ortes. Zuvor besaß der Ort ein anderes Siegel unbekannten Inhalts, das 1632 von den Markgrafen von Brandenburg-Ansbach erneuert wurde. Zunächst waren die beiden Apostel hinter einem Tisch sitzend dargestellt, zwischen beiden stand ein Kreuz. | |

## Sehenswürdigkeiten

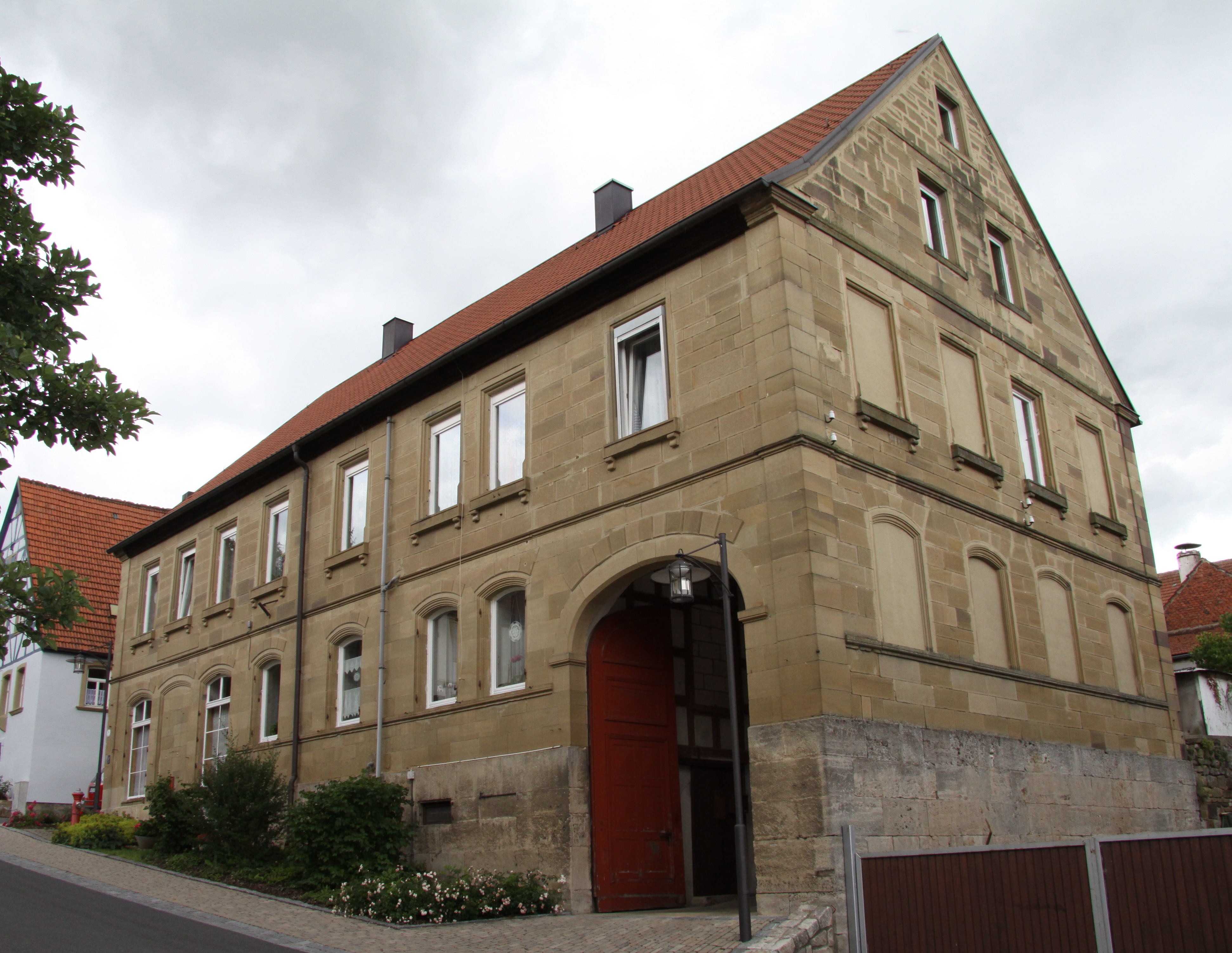
Natursteinfassade in Gnodstadt aus Gnodstädter Sandstein (Sockel aus Kirchheimer Muschelkalk)

Den Mittelpunkt des Ortes bildet die ehemalige Wallfahrtskirche St. Peter und Paul. Ihr Turm geht auf das 13. Jahrhundert zurück. Später zog eine Madonna Pilger aus weit entfernten Orten dorthin. Im Jahr 1528 führten die Markgrafen von Ansbach die Reformation ein und beendeten die Wallfahrt. Das Gotteshaus besitzt noch wertvolle Ausstattungsstücke, wie eines der ältesten Geläute der Umgebung.
Am nordwestlichen Ortsende in Richtung Ochsenfurt steht zwischen drei sogenannten Kreuzbäumen ein Renaissancebildstock aus dem Jahr 1586, der 2001 restauriert wurde mit der Wiederherstellung der hohen künstlerischen Qualität der Martersäule mit biblischen Figuren. → siehe auch: Kreuzigungsbildstock (Gnodstadt)
In der Ortsmitte befindet sich ein malerischer Dorfbrunnen mit einem Sinnspruch und der Jahreszahl „1920.“
Schon seit 1463 ist die Existenz eines Rathauses bekannt. Das heutige zweistöckige Gebäude mit einem großen Saal und dem Jugendraum der Landjugend Gnodstadt und einer alten Kanone stammt aus den Jahren 1730–1732.

## Gesellschaftliches Leben

### Vereine
Der Turn- und Sportverein TSV Gnodstadt führt einen erheblichen Teil der Freizeitgestaltung in Gnodstadt durch. Er hat zurzeit 630 Mitglieder. Außer Fußball bietet der TSV auch Wirbelsäulengymnastik, Radfahren, Kinderturnen, Mutter-Vater-Kind-Turnen und Aerobic an. Im Jahr 2006 feierte der TSV sein 100-jähriges Jubiläum mit einer Sportwoche, dem Gaukinderturnfest und weiteren Festlichkeiten.
In Gnodstadt sind sieben Vereine ansässig: Landjugend, TSV Gnodstadt, Männergesangsverein, Landfrauen, Feuerwehrverein, Diakonieverein und Reit- und Fahrverein.

### Bildung
Gnodstadt hat einen evangelischen Kindergarten.

## Persönlichkeiten
Aufgrund der vielen Schriftsteller und Autoren, die Gnodstadt hervorgebracht hat, wird der Ort auch „Dichterdorf am Maindreieck“ genannt.
- Bartholomäus Dietwar (1592–1670), lutherischer Pfarrer und Autor einer Chronik über den Dreißigjährigen Krieg, Dietwar wirkte zwischen 1638 und 1644 als Pfarrer in Gnodstadt
- Michael Georg Conrad (1846–1927), Schriftsteller, Gründer und Redakteur der ersten naturalistischen Zeitschrift Die Gesellschaft, Ehemann der Theaterschauspielerin Marie Ramlo
- Matthäus Conrad, Schriftsteller
- Jörg Geuder (1861–1935), Lehrer, Dichter, Sprachpfleger und Gartenschriftsteller
- Johannes Dingfelder (1867–1945), wirkte zwischen 1893 und 1910 als niedergelassener Arzt in Gnodstadt und Martinsheim
- Adeline Elisabeth Rohn (1868–1945), Schriftstellerin, wuchs in Gnodstadt auf und schrieb hier ihre ersten Werke[7]
- Fritz Löblein (1886–1954), Chemiker und Erfinder
- Fritz Schmidt genannt „Kartoffel-Schmidt“ (1886–1965), Landwirt und Züchter[8]
- Ernst Luther (1894–1966), Redakteur, Heimatdichter, Mitbegründer des Frankenbundes[9]